# Solvitur ambulando
Solvitur ambulando és una frase en llatí que significa textualment 'es resol caminant', i s'usa per referir-se a un problema que es resol amb un experiment pràctic. Sovint s'atribueix a Agustí d'Hipona.
Col·loquialment s'utilitza la frase el moviment es demostra caminant amb el mateix sentit, i es pot trobar en textos relacionats amb diverses disciplines com les matemàtiques o la física.
Segons conta Diògenes Laerci a Sobre les vides, les opinions i les sentències dels filòsofs il·lustres (VI, 39), Diògenes de Sinope, també conegut com a "Diògenes el cínic", va respondre a les paradoxes de Zenó sobre la irrealitat del moviment en aixecar-se i allunyar-se caminant. Amb la rèplica de Diògenes a l'argument de que el moviment és irreal, aixecant-se i posant-se a caminar tot musitant solviter ambulando, la frase va començar un recorregut que ha anat ampliant el seu camp de significats.
A partir de llavors molts filòsofs, assagistes, escriptors i poetes han utilitzat la frase, sovint per referir-se aforísticament als beneficis d'una bona passejada, tant per a la salut física com per a la mental, en el sentit que molts problemes es poden resoldre caminant, sobretot en contacte amb la natura.
De l'òptica filosòfica i científica, la frase apareix al principi del relat de Lewis Carroll titulat El que la tortuga li va dir a Aquil·les, on Aquil·les l'usa per accentuar que, efectivament, va aconseguir superar a la tortuga en la seva carrera per provar empíricament una de les paradoxes de Zenó sobre el moviment. Aquest passatge també apareix en el llibre de Douglas Hofstadter, Gödel, Escher, Bach: An Eternal Golden Braid [Gödel, Escher, Bach: Un bucle etern i gràcil] (1979).
Però és en l'òrbita dels pioners del moviment literari del nature writing (escriptura de la natura), on la frase ha fet més fortuna. Henry David Thoreau s'hi refereix a Walking [Caminar] (1861) i també ho fa, indirectament, Ralph Waldo Emerson a Country Life [Vida de camp] (1857), quan afirma "Crec que és el millor de la humanitat el que surt en caminar. En les hores felices, crec que tots els afers es podran ajornar amb prudència per a aquesta caminada. Pots sentir el que et diu el matí i creure-ho?"
En el mateix sentit ho recullen escriptors de viatges més recents com Bruce Chatwin a The Songlines [Els traços de la cançó] (1986). A partir del que va aprendre de Patrick Leigh Fermor, Chatwin "creia apassionadament que caminar constituïa el remei sobirà per a tots els problemes mentals". Paul Theroux també aborda l afrase a The Tao of Travel [El Tao del viatjar] (2011).